# Marek Bydžovský z Florentina
Marek Moravec Bydžovský z Florentina (latinsky Marcus Moravus Bydcžoviensis, 1540 – 1612) byl český humanistický učenec, matematik, astronom a kronikář, působil  na Karlově univerzitě v Praze, v letech 1570–1585 opakovaně děkanem školy.

## Život
Narodil se v Novém Bydžově (odtud "Bydžovský") v roce 1540 jako syn bydžovského měšťana, senátora a pozdějišího starosty Václava Moravce. Vystudoval na Karlově univerzitě a začal sám vyučovat na Týnské škole v Praze. V roce 1559 se stal bakalářem a v roce 1565 mistrem.

### Působení na Karlově univerzitě
V roce 1567 byl Marek Bydžovský přijat jakožto profesor na Karlovu univerzitu. Zde vystřídal několik funkcí a v letech 1570–1585 byl celkem pětkrát za sebou zvolen děkanem artistické fakulty. V letech 1509–1603 vykonával postupně úřad probošta Velké koleje a Koleje krále Václava. V roce 1575 mu byl udělen erb a predikát "z Florentina".
Pečoval též o ekonomickou stránku života na univerzitních kolejích. Mimoto vyučoval matematiku a astronomii, přednášel o Aristotelovi a Ciceronovi.

### Svět za tří českých králů- nejvýznamnější dílo
Bezesporu nejvýznamnějším dílem Marka Bydžovského je "Svět za tří českých králů" čili jakýsi sborník o událostech, jež se staly za dob panování Ferdinanda I., Maxmiliána II. a Rudolfa II. Je to dílo poměrně velkého rozsahu a strukturou by se dalo zařadit mezi letopisy.
Marek spíš než aby zprávy sám zachycoval, přejímal je od jiných autorů a omezoval se spíš na překlad nebo případně na zestručnění popisu události. Toto dílo nebylo původně ani určeno k vydání tiskem. Správnější by proto možná bylo, nazývat ho editorem než autorem spisu. I přes tyto nedostatky je tento spis cenným dokladem o době svého vzniku.

### Závěr života

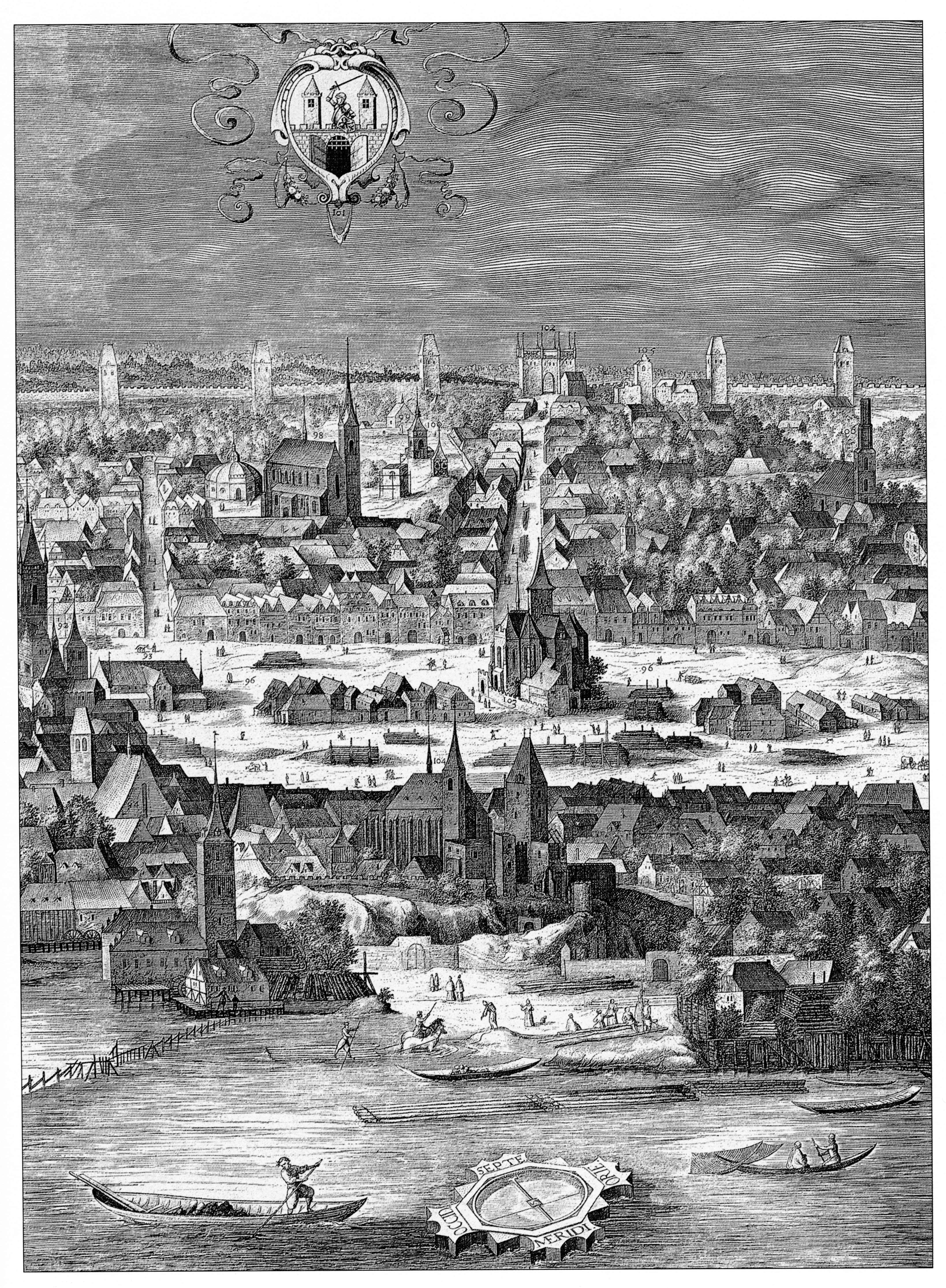
Kaple Božího těla uprostřed Dobytčího trhu (nynější Karlovo náměstí) na Novém Městě, místo pohřbení Marka Bydžovského. Výřez z tzv. Sadelerova prospektu.

Působení na univerzitě skončilo na tehdejší poměry skandálně, Marek z ní odešel a v roce 1604, ve svých 64 letech se oženil (tehdejším pravidlem bylo, že univerzitní profesoři zachovávali celibát) s vdovou po pivovarníku Adamovi Schodeckém. Současně se stal měšťanem na Novém Městě pražském. Jeho odchod z univerzity se navíc neobešel bez dalšího problému. Marek s sebou odnesl účty a nějaké další pro univerzitu důležité dokumenty a spor stran toho se táhl pak až do roku 1610, kdy byl ukončen smírem.
Marek zemřel jako vážený měšťan Nového Města pražského v roce 1612. Byl pohřben v již neexistujícím kostele Božího Těla na dnešním Karlově náměstí.

## Dílo
- Svět za tří českých králů – kronikářské záznamy událostí v tehdy známém světě v době, kdy vládli Ferdinand I., Maxmilián II. a Rudolf II.
- Život krále Maxmiliana, Praha 1589
- Rudolphus rex Bohemiae XXI, popisuje dobu v letech 1575-1596. Některé výňatky z tohoto díla uveřejnil Mikovec v Lumíru za rok 1851 (str. 301).
- Collectanea – zápisky o životě na univerzitě v rozmezí let 1492 – 1601, záznam událostí akademických roků, úmrtí profesorů, jména promovaných a podobně, včetně opisů důležitých dokumentů
- Carmen Horatianum in obitum Bartholomaei a Loevenbergo, qui academiam Carolinam haeredem ex asso scripserat, Pragae 1581
- Tabulae meteorologicae, Pragae 1582), toto dílo připsal svému učiteli Pavlu z Koldína a na Martinicích, kancléři Starého Města